# Aquilino Ribeiro

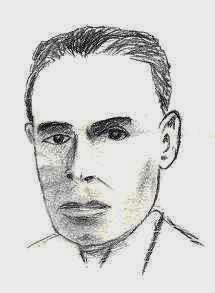
Aquilino Ribeiro, Zeichnung

Aquilino Gomes Ribeiro (* 13. September 1885 in Carregal da Tabosa, Sernancelhe; † 27. Mai 1963 in Lissabon) war ein portugiesischer Schriftsteller, der vor allem als Romancier tätig und Deutschland eng verbunden war. Er ist in Portugal vor allem als unabhängig denkender Autor zahlreicher tiefgründiger Romane bekannt.

## Leben
Aquilino Ribeiro flüchtete 1907 nach Paris und begann ein Studium der Philosophie und Soziologie an der Sorbonne. In Paris lernte er seine spätere Frau kennen, die Deutsche Grethe Tiedemann (1890–1927), die er 1913 in Schwerin heiratete. 1914 wurde der gemeinsame Sohn Anibal Aquilino Fritz Tiedemann Ribeiro geboren. 1913 erschien auch sein erstes Buch. 1912 kam er erstmals nach Deutschland und zwar nach Berlin und Parchim. Dann lebte er bis 1914 in Paris. Aufgrund des Kriegsbeginns zog die Familie nach Portugal. 1918 wurde er Konservator an der Nationalbibliothek von Lissabon. 1928 besuchte er erneut Paris.
Aquilino Ribeiro machte 1920 eine bedeutende Reise durch Deutschland und hielt seine Eindrücke in Artikeln für die portugiesische Zeitung A Pátria fest, vor allem von den Begegnungen mit einfachen Menschen, für die der Schriftsteller aus einem fernen Land ein Exot war. Deutschland war er sehr zugetan. Auf seiner Reise besuchte er folgende Städte: Berlin, Parchim, Schwerin, Hildesheim, Hameln, Pyrmont, Hannover, Hamburg, Köln. Dieses Werk ist somit ein wertvolles, da es für Jahrzehnte das Bild von Deutschland in Portugal prägte. Auch aus deutscher Perspektive sind seine genauen und reflektierten Beobachtung des veränderten Deutschlands, seiner politischen und sozialen Entwicklungen, und seiner Eigenheiten, von Bedeutung.
Nachdem er sich als junger Mann bereits für die Republik engagierte, wurde er auch ein Gegner der ab dem Militärputsch von 1926 aufkommenden Diktatur, aus der das semifaschistische Regime Salazars entstand. Auch nennt man ihn gemeinhin als den Begründer der Heimatliteratur in Portugal. Nur ein Werk sowie seine Reisenotizen sind bisher ins Deutsche übersetzt worden.
Nach kurzer Krankheit starb Aquilino Ribeiro 1963 im Krankenhaus des Industriekonzerns Companhia União Fabril (CUF). Er ist heute im Nationalpantheon beigesetzt.

## Werke (Auswahl)
- O Malhadinhas, 1922, Erzählungen.
- Andam Faunos pelos bosques (Faune streifen durch die Wälder), 1926. Roman.
- Wenn die Wölfe heulen, 1958, deutsch 1965.Roman.
- Deutschland 1920. Eine Reise von Portugal nach Berlin und Mecklenburg, dt. 1997, Atlantik-Verlag.